# Мюр Классик Герардсберген 2024
2-й выпуск  Мюр Классик Герардсберген — шоссейной однодневной велогонки по дорогам Бельгии. Гонка прошла 28 августа 2024 года в рамках Европейского тура UCI 2024 (категория 1.1). Победу одержал бельгийский велогонщик Дженно Беркмоэс.

## Участники
| UCI WorldTeams (2)- Intermarché-Wanty - Arkéa-B&B Hotels UCI ProTeams (6)- Lotto Dstny - Team Flanders-Baloise - Uno-X Mobility - Q36.5 Pro Cycling Team - TotalEnergies - Bingoal WB UCI Continental Teams (13)- Israel Premier Tech Academy - Alpecin-Deceuninck Development Team - Lidl-Trek Future Racing - Team Visma \| Lease a Bike Development - Decathlon AG2R La Mondiale Development Team - Hagens Berman Jayco - BEAT Cycling - Metec-Solarwatt p/b Mantel - Parkhotel Valkenburg - Rembe Pro Cycling Team Sauerland - Team Storck-Metropol Cycling - Volkerwessels Cycling Team - Diftar Continental Cycling Team UCI Cyclocross Team- Pauwels Sauzen-Bingoal |
| |

## Маршрут
В этом году «Мюр Классик Герардсберген» впервые стала профессиональной гонкой и получила статус категорию 1.1. Трасса в этом году состояла из шести кругов по 30 километров, на каждом из которых были подъёмы Мюр ван Герардсберген (1,2 км или 7,3 %), Парикеберг (1 км или 3,8 %) и Дендероордберг (700 метров или 6,7 %). Финиш состоялся после 180 километров преодолением подъёма на 500 метров почти с градиетом 7 %..

## Ход гонки
Повышение категории гонки сразу привлекло в Восточную Фландрию множество известных спортсменов. Среди участников были Милан Ментен, Йелте Крийнсен и Йенте Бирманс — победители и призёры прошедшей неделею раннее Дрёйвенкурс Оверейсе. Однако ни один из них не смог претендовать на победу. В отрыве дня группа из шести человек столкнулась со стеной. Андерс Скаарсет, Лионель Таминио, Фабио Кристен, Йенно Беркмоес, Тобиас Йоханнессен и Рик Оттема боролись за победу. В спринте в гору Беркмоес не встретил сопротивления. Гонщик Lotto-Dstny финишировал с явным преимуществом, а Йоханнессен и Кристен Рептен также поднялись на подиуме. Для 23-летнего Беркмоэса это уже вторая профессиональная победа после заключительного этапа на Международной недели Коппи и Бартали.

## Результаты
| \| Генеральная классификация \| Генеральная классификация \| Генеральная классификация \| Генеральная классификация \| Генеральная классификация \| \| Гонщик \| Гонщик \| Команда \| Время \| \| \| ------------------------- \| -------------------------- \| ------------------------------- \| ------------------------- \| ------------------------- \| \| 1-й \| Дженно Беркмоэс \| Lotto Dstny \| 4ч 04' 32 \| \| \| 2-й \| Тобиас Халланд Йоханнессен \| Uno-X Mobility \| + 2 \| \| \| 3-й \| Фабио Кристен \| Q36.5 Pro Cycling Team \| + 2 \| \| \| 4-й \| Рик Оттема \| Diftar Continental Cycling Team \| + 15 \| \| \| 5-й \| Лионель Таминьё \| Lotto Dstny \| + 25 \| \| \| 6-й \| Марк Донован \| Q36.5 Pro Cycling Team \| + 28 \| \| \| 7-й \| Том Ван Асбрук \| Israel-Premier Tech \| + 29 \| \| \| 8-й \| Милан Ментен \| Lotto Dstny \| + 29 \| \| \| 9-й \| Йенте Бирманс \| Arkéa-B&B Hotels \| + 29 \| \| \| 10-й \| Йелте Крийнсен \| Q36.5 Pro Cycling Team \| + 32 \| \| |                            |                                 |           |
| |                            |                                 |           |
| Источник: ProCyclingStats |                            |                                 |           |
| Генеральная классификация |                            |                                 |           |
| Гонщик | Гонщик                     | Команда                         | Время     |
| 1-й | Дженно Беркмоэс            | Lotto Dstny                     | 4ч 04' 32 |
| 2-й | Тобиас Халланд Йоханнессен | Uno-X Mobility                  | + 2       |
| 3-й | Фабио Кристен              | Q36.5 Pro Cycling Team          | + 2       |
| 4-й | Рик Оттема                 | Diftar Continental Cycling Team | + 15      |
| 5-й | Лионель Таминьё            | Lotto Dstny                     | + 25      |
| 6-й | Марк Донован               | Q36.5 Pro Cycling Team          | + 28      |
| 7-й | Том Ван Асбрук             | Israel-Premier Tech             | + 29      |
| 8-й | Милан Ментен               | Lotto Dstny                     | + 29      |
| 9-й | Йенте Бирманс              | Arkéa-B&B Hotels                | + 29      |
| 10-й | Йелте Крийнсен             | Q36.5 Pro Cycling Team          | + 32      |